# Kleisthöhe
Kleisthöhe ist ein bewohnter Gemeindeteil im Ortsteil Hetzdorf der amtsfreien Gemeinde Uckerland im Landkreis Uckermark in Brandenburg.

## Geographie
Der Ort liegt zwei Kilometer nordöstlich von Hetzdorf und sieben Kilometer südlich von Strasburg (Uckermark). Die Nachbarorte sind Carolinenthal im Norden, Fahrenholz im Nordosten, Lindhorst im Osten, Taschenberg Ausbau und Zarnkehöfe im Südosten, Dolgen im Süden, Hetzdorf und Gneisenau im Südwesten, Lemmersdorf im Westen sowie Amalienhof, Hornshagen und Luisenburg im Nordwesten.

## Geschichte
Erstgenannt wird Kleisthöhe unter dem gleichnamigen Begriff im Jahre 1833. Die Gründung, ursprünglich auf Carlsliebe, geht wohl auf Hermann Graf Schwerin (1776–1858) zurück. Ihm folgte sein Sohn Otto Graf Schwerin-Wolfshagen. Das sich aus einem Vorwerk des Gutskomplexes Wolfshagen entwickelnde Gut hatte nach dem Generaladressbuch der Rittergutsbesitzer für die Provinz Brandenburg 1879 zusammen mit dem ebenfalls nicht eigenständigen Yorksthat eine Größe von 527 ha. Kleisthöhe war damals ein nicht kreistagsfähiges Gut, aslo kein Rittergut im klassischen Sinn. Eigentümer war Graf Schwerin. Es handelt sich um den Fideikommissherrn Karl Alexander Graf von Schwerin-Wolfshagen (1824–1893). Vor 1907 erwirbt Franz Schütze das 300 ha große Gut Kleisthöhe.
Im letztmals 1929 publizierten Brandenburgischen Güter-Adressbuch wird Major a. D. Wilhelm von Mörner (1869–1939) als Gutsherr aufgeführt. Kleisthöhe besaß hier einen Eigenumfang von 300 ha und gehört mit Vorwerk Gneisenau und Hetzdorf teils zu Fahrenholz. Der Offizier war verheiratet mit Emma Margarete von Busse-Latkowo. 1930 war ein Teil des Gutes, eine 80 m lange Scheune, abgebrannt. Im gleichen Zeitraum wurden die einstmals als Ort eigenständigen Gutsbezirke mit den Landgemeinden vereinigt.